# Rayleigh-Quotient
Der Rayleigh-Quotient, auch Rayleigh-Koeffizient genannt, ist ein Objekt aus der linearen Algebra, das nach dem Physiker John William Strutt, 3. Baron Rayleigh benannt ist. Der Rayleigh-Quotient wird insbesondere zur numerischen Berechnung von Eigenwerten einer quadratischen Matrix {\displaystyle A} verwendet.

## Definition
Sei {\displaystyle A\in {\mathbb {K} }^{n\times n}} eine reelle symmetrische oder komplexe hermitesche Matrix und {\displaystyle x\in {\mathbb {K} }^{n}} mit {\displaystyle x\neq 0} ein Vektor, dann ist der Rayleigh-Quotient von {\displaystyle A} zum Vektor {\displaystyle x} definiert durch
{\displaystyle R_{A}(x)={\frac {x^{*}Ax}{x^{*}x}}\,.}
Hierbei bezeichnet {\displaystyle x^{*}={\overline {x}}^{T}} den adjungierten Vektor von {\displaystyle x}. Der Bildbereich des Rayleigh-Quotienten ist genau der numerische Wertebereich von {\displaystyle A}.

## Eigenschaften
Bei einer Multiplikation des Vektors {\displaystyle x} mit einem Skalar {\displaystyle \alpha \neq 0} ändert sich der Rayleigh-Quotient nicht: {\displaystyle R_{A}(\alpha x)=R_{A}(x)}, er ist also eine homogene Funktion vom Grad 0.
Der Rayleigh-Quotient hat eine enge Beziehung zu den Eigenwerten von {\displaystyle A}. Ist {\displaystyle v} ein Eigenvektor der Matrix {\displaystyle A} und {\displaystyle \lambda } der zugehörige Eigenwert, dann gilt:
{\displaystyle R_{A}(v)={\frac {v^{*}Av}{v^{*}v}}={\frac {v^{*}\lambda v}{v^{*}v}}=\lambda \,.}
Durch den Rayleigh-Quotienten wird also jeder Eigenvektor von {\displaystyle A} auf den dazugehörigen Eigenwert {\displaystyle \lambda } abgebildet. Diese Eigenschaft wird unter anderem in der numerischen Berechnung von Eigenwerten benutzt. Insbesondere gilt für eine symmetrische oder hermitesche Matrix {\displaystyle A} mit dem kleinsten Eigenwert {\displaystyle \lambda _{\rm {min}}} und dem größten Eigenwert {\displaystyle \lambda _{\rm {max}}} nach dem Satz von Courant-Fischer:
{\displaystyle \lambda _{\rm {min}}\leq R_{A}(x)\leq \lambda _{\rm {max}}\,.}
Die Berechnung des kleinsten bzw. größten Eigenwerts ist damit äquivalent zum Auffinden des Minimums bzw. Maximums des  Rayleigh-Quotienten. Das lässt sich unter geeigneten Voraussetzungen auch noch auf den unendlichdimensionalen Fall verallgemeinern und ist als Rayleigh-Ritz-Prinzip bekannt.
Die Eigenvektoren hermitescher Matrizen {\displaystyle A} bilden die stationären Punkte des Rayleigh-Quotienten. Dies gilt nicht für asymmetrische Matrizen.
Deswegen führte Ostrowski 1958/59 den sogenannten 2-seitigen Rayleigh-Quotienten 
{\displaystyle R_{A}(x,y)={\frac {y^{*}Ax}{y^{*}x}}}
ein, wobei {\displaystyle y^{*}x\neq 0}, der wiederum stationär an den Rechts- und Linkseigenvektoren {\displaystyle x} und {\displaystyle y} ist. Da für normale Matrizen Rechts- und Linkseigenvektoren übereinstimmen, fällt der 2-seitige mit dem (einseitigen) Rayleigh-Quotienten in diesem Fall zusammen.

## Verwendung in der Numerischen Mathematik
Bei numerischen Verfahren zur Lösung von Eigenwertproblemen, die, wie beispielsweise die Vektoriteration oder die inverse Iteration, primär Eigenvektornäherungen berechnen, lassen sich mit Hilfe des Rayleigh-Quotienten zusätzlich auch Eigenwertnäherungen bestimmen. Bei der inversen Iteration wird ein Parameter {\displaystyle \theta }, der Shift, benötigt. Wird {\displaystyle \theta } in jedem Iterationsschritt als Rayleigh-Quotient der aktuellen Eigenvektornäherung gewählt, ergibt dies das sogenannte Rayleigh-Quotienten-Verfahren.